# Marisotoma iremeli
Marisotoma iremeli is een springstaartensoort uit de familie van de Isotomidae. De wetenschappelijke naam van de soort is voor het eerst geldig gepubliceerd in 1991 door Potapov.